# FA Cup (Thailand) 2018
Der thailändische FA Cup 2018 (thailändisch ไทยเอฟเอคัพ) war die 23. Saison eines Ko-Fußballwettbewerbs in Thailand. Der FA Cup wurde von Chang gesponsert und ist aus  Sponsoringzwecken als Chang FA Cup (thailändisch ช้าง เอ ฟ เอ คั พ) bekannt. Das Turnier wird vom thailändischen Fußballverband organisiert. 91 Vereine wurden in das Turnier aufgenommen. Es begann mit der  Qualifikationsrunde am 4. April 2018 und endete mit dem Finale am 27. Oktober 2018. Der Gewinner qualifizierte sich für die Vorrunde 2 der AFC Champions League 2020 und den Thailand Champions Cup 2020, wo er gegen den Meister der Thai League 2018 antritt.

## Termine
| Runde               | Datum              |
| ------------------- | ------------------ |
| Qualifikationsrunde | 4. April 2018      |
| 1. Runde            | 27. Juni 2018      |
| 2. Runde            | 4. Juli 2018       |
| Achtelfinale        | 25. Juli 2018      |
| Viertelfinale       | 1. August 2018     |
| Halbfinale          | 26. September 2018 |
| Finale              | 27. Oktober 2018   |

## Resultate und Begegnungen

### Qualifikationsrunde
| Datum                      |                                                   | Ergebnis              |                                   |
| -------------------------- | ------------------------------------------------- | --------------------- | --------------------------------- |
| 4. April 2018 um 15:30 Uhr | Muang Loei United FC                              | 1:0                   | Raj-Pracha FC                     |
| 4. April 2018 um 15:30 Uhr | Surin City FC                                     | 1:2                   | Nakhon Mae Sot United FC          |
| 4. April 2018 um 15:30 Uhr | Nakhon Ratchasima United FC                       | 3:4                   | Pualand FC                        |
| 4. April 2018 um 15:30 Uhr | Samut Songkhram FC                                | 8:0                   | Muangchang United FC              |
| 4. April 2018 um 15:30 Uhr | Kolok United FC                                   | 0:2                   | Chiangmai FC                      |
| 4. April 2018 um 15:30 Uhr | BGC FC                                            | 2:1                   | Ayutthaya United FC               |
| 4. April 2018 um 15:30 Uhr | Petpittayakom Alumni                              | 1:0                   | Hatyai City FC                    |
| 4. April 2018 um 15:30 Uhr | Muangkan Warrior                                  | 0:11                  | Army United                       |
| 4. April 2018 um 15:30 Uhr | Traill International School                       | 1:6                   | Nonthaburi FC                     |
| 4. April 2018 um 15:30 Uhr | Sakultala WS                                      | 2:2 n. V. (2:4 i. E.) | Tamuang                           |
| 4. April 2018 um 15:30 Uhr | Bangkok FC                                        | 3:2                   | Pluakdaeng United FC              |
| 4. April 2018 um 15:30 Uhr | Nan FC                                            | 0:1                   | Kohkwang Subdistrict Municipality |
| 4. April 2018 um 15:30 Uhr | Ubon Kids City                                    | 1:0                   | Jumpasri United                   |
| 4. April 2018 um 15:30 Uhr | Rajamangala University of Technology Rattanakosin | 0:0 n. V. (5:3 i. E.) | Surindra                          |
| 4. April 2018 um 15:30 Uhr | Archa Knight                                      | 2:5                   | Bankhai United FC                 |
| 4. April 2018 um 15:30 Uhr | Kamphaengphet FC                                  | 0:0 n. V. (1:4 i. E.) | Nongbua Pitchaya FC               |
| 4. April 2018 um 15:30 Uhr | Surin Sugar United                                | 1:3                   | Chainat United FC                 |
| 4. April 2018 um 15:30 Uhr | Royal Thai Army FC                                | 2:2 n. V. (4:2 i. E.) | MOF Customs United FC             |
| 4. April 2018 um 18:00 Uhr | Singburi Bangrajun FC                             | 0:2                   | Sisaket FC                        |
| 4. April 2018 um 18:00 Uhr | Phattalung FC                                     | 4:5 n. V.             | Naresuan                          |
| 4. April 2018 um 18:00 Uhr | Sakaeo FC                                         | 2:1                   | Dome FC                           |
| 4. April 2018 um 18:00 Uhr | Srivichai FC                                      | 0:4                   | Uttaradit FC                      |
| 4. April 2018 um 18:00 Uhr | Khon Kaen FC                                      | 3:0                   | Chachoengsao Hi-Tek FC            |
| 4. April 2018 um 18:00 Uhr | Phitsanulok FC                                    | 1:0                   | Taweewattana FC                   |
| 4. April 2018 um 18:00 Uhr | Chanthaburi FC                                    | 2:2 n. V. (3:5 i. E.) | Udon Thani FC                     |
| 4. April 2018 um 19:00 Uhr | Rayong FC                                         | 3:0                   | Kanjanapat FC                     |
| 4. April 2018 um 19:00 Uhr | Khon Kaen United FC                               | 0:1                   | NBN Kanthararom United FC         |
| 4. April 2018 um 19:00 Uhr | Lampang FC                                        | 3:1                   | Dontan PCCM                       |

### 1. Runde
| Datum                      |                                                   | Ergebnis                |                                      |
| -------------------------- | ------------------------------------------------- | ----------------------- | ------------------------------------ |
| 27. Juni 2018 um 15:00 Uhr | Sing Ubon FC                                      | 0:2                     | BGC FC                               |
| 27. Juni 2018 um 15:30 Uhr | Bankhai United FC                                 | 7:0                     | Muangkrung FC                        |
| 27. Juni 2018 um 15:30 Uhr | Army Welfare Department FC                        | 1:8                     | Sisaket FC                           |
| 27. Juni 2018 um 15:30 Uhr | Samut Songkhram FC                                | 0:5                     | Army United                          |
| 27. Juni 2018 um 15:30 Uhr | Royal Thai Fleet FC                               | 0:1                     | Sakaeo FC                            |
| 27. Juni 2018 um 15:30 Uhr | Petpittayakom Alumni                              | 1:5                     | Pattaya United                       |
| 27. Juni 2018 um 15:30 Uhr | Royal Thai Army FC                                | 3:1                     | Udon Thani FC                        |
| 27. Juni 2018 um 15:30 Uhr | Nara United FC                                    | 2:0 n. V.               | Rayong FC                            |
| 27. Juni 2018 um 15:30 Uhr | Samut Prakan FC                                   | 0:2                     | Ubon UMT United                      |
| 27. Juni 2018 um 15:30 Uhr | Chainat United FC                                 | 1:0                     | Thai Honda Ladkrabang                |
| 27. Juni 2018 um 15:30 Uhr | Rajamangala University of Technology Rattanakosin | 1:1 n. V. (10:11 i. E.) | Vongchavalitkul University FC        |
| 27. Juni 2018 um 15:30 Uhr | Tamuang                                           | 1:5                     | Port FC                              |
| 27. Juni 2018 um 15:30 Uhr | Kranuan                                           | 0:3                     | Nakhon Pathom United FC              |
| 27. Juni 2018 um 17:00 Uhr | NBN Kanthararom United FC                         | 0:3 n. V.               | JL Chiangmai United FC               |
| 27. Juni 2018 um 18:00 Uhr | PT Prachuap FC                                    | 0:1                     | Sukhothai FC                         |
| 27. Juni 2018 um 18:00 Uhr | Uttaradit FC                                      | 2:0                     | Pualand FC                           |
| 27. Juni 2018 um 18:00 Uhr | Buriram United                                    | 0:0 n. V. (8:7 i. E.)   | Bangkok United                       |
| 27. Juni 2018 um 18:00 Uhr | Naresuan                                          | 1:4                     | Bangkok Glass                        |
| 27. Juni 2018 um 18:00 Uhr | Police Tero FC                                    | 4:1                     | Chainat Hornbill FC                  |
| 27. Juni 2018 um 18:00 Uhr | Khon Kaen FC                                      | 3:1 n. V.               | Bangkok FC                           |
| 27. Juni 2018 um 18:00 Uhr | Nakhon Ratchasima FC                              | 0:1                     | Chiangrai United                     |
| 27. Juni 2018 um 18:00 Uhr | Suphanburi FC                                     | 0:1                     | Ratchaburi Mitr Phol                 |
| 27. Juni 2018 um 18:00 Uhr | Nonthaburi FC                                     | 1:2 n. V.               | Kasetsart FC                         |
| 27. Juni 2018 um 18:00 Uhr | Trat FC                                           | 6:0                     | Phitsanulok FC                       |
| 27. Juni 2018 um 18:00 Uhr | Phrae United FC                                   | 4:0                     | Kohkwang Subdistrict Municipality    |
| 27. Juni 2018 um 18:00 Uhr | Nakhon Mae Sot United FC                          | 0:2                     | Krabi FC                             |
| 27. Juni 2018 um 18:00 Uhr | Navy FC                                           | 2:0                     | Muang Loei United FC                 |
| 27. Juni 2018 um 18:00 Uhr | Ubon Kids City                                    | 0:2                     | PTT Rayong FC                        |
| 27. Juni 2018 um 18:00 Uhr | Chonburi FC                                       | 5:1                     | Pibulsongkram Rajabhat University FC |
| 27. Juni 2018 um 15:30 Uhr | Chiangmai FC                                      | 2:3                     | Air Force Central                    |
| 27. Juni 2018 um 15:30 Uhr | Muangthong United                                 | 1:0                     | Nongbua Pitchaya FC                  |
| 27. Juni 2018 um 15:30 Uhr | Lampang FC                                        | 12:0                    | Salaeng Subdistrict Municipality     |

### 2. Runde
| Datum                     |                               | Ergebnis  |                      |
| ------------------------- | ----------------------------- | --------- | -------------------- |
| 4. Juli 2018 um 15:30 Uhr | JL Chiangmai United FC        | 0:1       | Khon Kaen FC         |
| 4. Juli 2018 um 15:30 Uhr | Vongchavalitkul University FC | 1:4       | Police Tero FC       |
| 4. Juli 2018 um 15:30 Uhr | Bankhai United FC             | 3:1 n. V. | Pattaya United       |
| 4. Juli 2018 um 15:30 Uhr | Chainat United FC             | 0:2       | Krabi FC             |
| 4. Juli 2018 um 16:00 Uhr | BGC FC                        | 1:0       | Royal Thai Army FC   |
| 4. Juli 2018 um 16:30 Uhr | Nara United FC                | 1:0       | Ubon UMT United      |
| 4. Juli 2018 um 18:00 Uhr | Buriram United                | 6:0       | Lampang FC           |
| 4. Juli 2018 um 18:00 Uhr | Kasetsart FC                  | 5:7       | Trat FC              |
| 4. Juli 2018 um 18:00 Uhr | Phrae United FC               | 0:2       | Sisaket FC           |
| 4. Juli 2018 um 18:00 Uhr | Sakaeo FC                     | 1:2       | Navy FC              |
| 4. Juli 2018 um 19:00 Uhr | Port FC                       | 5:0       | PTT Rayong FC        |
| 4. Juli 2018 um 19:00 Uhr | Bangkok Glass                 | 1:3 n. V. | Ratchaburi Mitr Phol |
| 4. Juli 2018 um 19:00 Uhr | Chonburi FC                   | 7:0       | Uttaradit FC         |
| 4. Juli 2018 um 19:00 Uhr | Chiangrai United              | 2:0       | Air Force Central    |
| 4. Juli 2018 um 19:00 Uhr | Nakhon Pathom United FC       | 2:0       | Sukhothai FC         |
| 4. Juli 2018 um 19:00 Uhr | Muangthong United             | 2:0       | Army United          |

### Achtelfinale
| Datum                      |                         | Ergebnis              |                   |
| -------------------------- | ----------------------- | --------------------- | ----------------- |
| 25. Juli 2018 um 16:30 Uhr | Nara United FC          | 1:0                   | BGC FC            |
| 25. Juli 2018 um 18:00 Uhr | Trat FC                 | 2:3                   | Port FC           |
| 25. Juli 2018 um 19:00 Uhr | Navy FC                 | 0:2                   | Sisaket FC        |
| 25. Juli 2018 um 19:00 Uhr | Khon Kaen FC            | 4:1                   | Bankhai United FC |
| 25. Juli 2018 um 19:00 Uhr | Chiangrai United        | 0:0 n. V. (5:4 i. E.) | Muangthong United |
| 25. Juli 2018 um 19:00 Uhr | Nakhon Pathom United FC | 1:2 n. V.             | Buriram United    |
| 25. Juli 2018 um 19:00 Uhr | Ratchaburi Mitr Phol    | 5:0                   | Krabi FC          |
| 25. Juli 2018 um 19:00 Uhr | Chonburi FC             | 4:1                   | Police Tero FC    |

### Viertelfinale
| Datum                       |                      | Ergebnis |                  |
| --------------------------- | -------------------- | -------- | ---------------- |
| 1. August 2018 um 16:30 Uhr | Nara United FC       | 0:5      | Chiangrai United |
| 1. August 2018 um 19:00 Uhr | Ratchaburi Mitr Phol | 1:0      | Chonburi FC      |
| 1. August 2018 um 19:00 Uhr | Sisaket FC           | 4:3      | Khon Kaen FC     |
| 1. August 2018 um 19:00 Uhr | Port FC              | 1:3      | Buriram United   |

### Halbfinale
| Datum                           |                      | Ergebnis  |                  |
| ------------------------------- | -------------------- | --------- | ---------------- |
| 26. September 2018 um 19:00 Uhr | Ratchaburi Mitr Phol | 1:3 n. V. | Chiangrai United |
| 26. September 2018 um 19:00 Uhr | Sisaket FC           | 1:2       | Buriram United   |

### Finale
| Paarung          | Chiangrai United – Buriram United |
| Ergebnis         | 3:2 (2:1) |
| Datum            | 27. Oktober 2018 |
| Stadion          | Suphachalasai-Stadion, Bangkok |
| Tore             | 1:0 Bill (2.) 1:1 Oswaldo (25.) 2:1 Bill (44., Elfmeter) 2:2 Diogo (52., Elfmeter) 3:2 Bill (72.) |
| Chiangrai United | Chatchai Bootprom – Piyaphon Phanichakul, Victor Cardozo , Suriya Singmui (66. Sivakorn Tiatrakul), Sarawut Inpaen, Shinnaphat Leeaoh – Phitiwat Sukjitthammakul, Lee Yong-rae, Chaiyawat Buran (85. Tanasak Srisai) – Bill, William Henrique Cheftrainer: Alexandre Gama ( Brasilien)  |
| Buriram United   | Siwarak Tedsungnoen – Pansa Hemviboon, Andrés Túñez, Korrakot Wiriyaudomsiri, Chitipat Tanklang (74. Suchao Nuchnum) – Sasalak Haiprakhon, Ratthanakorn Maikami, Supachai Chaided – Osvaldo, Javier Patiño (83. Anuwat Noicheunphan), Diogo Cheftrainer: Božidar Bandović ( Montenegro) |
| Gelbe Karten     | Wanlop Saechio (9.), Lee Yong-rae (18.), Shinnaphat Leeaoh (21.), Phitiwat Sukjitthammakul (45.+2'), Chaiyawat Buran (75.), Tanasak Srisai (89.) – Supachai Chaided (47.), Sasalak Haiprakhon (74.)                                                                                     |
| Platzverweise    | keine – Sasalak Haiprakhon (88.) |

#### Auswechselspieler
| Auswechselspieler | Auswechselspieler |
| --- | --- |
| Chiangrai United | Buriram United |
| - Wanlop Saechio - Saranon Anuin - Tanasak Srisai (85.) ▲ - Warawut Motim - Sivakorn Tiatrakul (66.) ▲ - Chonlawit Kanuengkid - Adisorn Poomchart - Adisak Klinkosoom - Akarawin Sawasdee | - Yotsapon Teangdar - Apiwat Ngualamhin - Khiron Oonchaiyaphum - Suchao Nuchnum (74.) ▲ - Siwarut Phonhiran - Anuwat Noicheunphan (83.) ▲ |